# Nuevo San Juan Parangaricutiro
Nuevo San Juan Parangaricutiro es un pueblo de origen purépecha de 16 745 habitantes (INEGI 2020) ubicado en el estado de Michoacán, México, en la meseta Purépecha, muy cerca del volcán Paricutín. Es la cabecera del municipio de Nuevo Parangaricutiro. El pueblo fue reconstruido, después de la destrucción total, tras la erupción del Paricutín en 1943, razón por la cual también se le conoce como «el pueblo que se negó a morir». Un trabalenguas mexicano que incluye la palabra Parangaricutirimícuaro derivada y relacionada con este pueblo, sin embargo es una palabra inventada.

## Origen y significado del nombre
A la palabra Parangaricutiro se le han dado diversos significados. Para algunos significa ‘tinaja en lo alto’, para otros autores significa ‘el pequeño’, posiblemente por haber sido en sus inicios un pueblo muy chico; otros le atribuyen el significado de ‘mesa’, que proviene de la palabra purépecha parangari, ya que el pueblo se estableció en una meseta.

## Historia
San Juan Nuevo es la localidad resultante del éxodo que sufrió el antiguo y ya desaparecido pueblo de San Juan Parangaricutiro, que tras la erupción del volcán Paricutín en 1943 tuvo que ser evacuado por toda la población, para reinstalarse en el paraje antes conocido como «La Hacienda de los Conejos», a 30 km de su ubicación original, en donde la población creó el nuevo asentamiento, llamado por esto Nuevo San Juan Parangaricutiro.
El 12 de mayo de 1944, fue el día en que los pobladores de esta comunidad arribaron a sus nuevas tierras dejando atrás su ganado, comida y hogares, los cuales fueron consumidos por la lava del volcán Paricutín. Durante esta travesía a través de los bosques los pobladores llevaron consigo a su santo patrono el «Señor de Los Milagros» al cual se le construyó el Santuario del Señor de los Milagros, en donde hasta el día de hoy se le puede ver.
En el antiguo poblado de San Juan Parangaricutiro, San Juan Nuevo fue cabecera de poblados como Zacán, Caltzonzin, Paricuti, entre otros. Tras la evacuación el pueblo pasó a formar parte del municipio de Uruapan y no fue hasta 1950 cuando se constituyó nuevamente como municipio independiente, siendo Nuevo San Juan Parangaricutiro su cabecera.

## Cultura
La cultura dentro del pueblo está basada en tradiciones y costumbres del antiguo poblado de San Juan Parangaricutiro, en ella se representa la unidad del pueblo, ya que en todas estas tradiciones que en él se celebran se toma en cuenta a cada persona de la familia involucrada con la celebración.

### Artesanías
Las principales artesanías en el pueblo son juguetes de madera como baleros, tablitas mágicas, carritos entre otros artículos relacionados con la madera. También se acostumbra la venta de rebozo, así como las batas hechas con tela grabada de cuadros, prenda muy típica usada por la mayoría de las mujeres de la población, además de comercializarse atuendos oriundos de la región purépecha.

### Gastronomía
La gastronomía del poblado es algo distintivo de la región, en él se ofrecen platillos como churipo (un cocido de carne de res elaborado con especias regionales y verduras como el repollo), atápakua (un tipo de atole verde, no dulce, hecho a base de carne de res, hierbabuena, cilantro y condimentos oriundos de la región), te de nuríte o nuríten, etc.

### Fiestas más importantes
- 8 de enero, danza de los Kúrpites
- Jueves de Corpus Christi (demostración de oficios del pueblo y baile en la explanada municipal).
- 24 de junio, fiesta patronal en honor a San Juan Bautista.
- 14 de septiembre, fiesta en honor al Señor de Los Milagros.
- 21 de septiembre, octava u ocho días de haber festejado al Señor de los milagros. Se realiza un recorrido (procesión) bailando con música de bandas de viento u orquestas con los peregrinos que visitan de diferentes partes del país y personas de la población, llegando al Santuario del Señor de Los Milagros, donde se dará la bendición a todos con el Cristo que se encuentra en el altar principal.
- 31 de octubre, preparación de los altares para ofrendar a los niños y jóvenes fallecidos durante el año.
- 1 de noviembre, preparación de los altares para ofrendar al resto de las personas fallecidas durante el año.
- 2 de noviembre, festejos tradicionales purépechas del día de muertos ofrendando a los seres que ya murieron.

## Parangaricutirimícuaro
En el siglo pasado se creó un trabalenguas derivado de Parangaricutiro: 
El cielo de Parangaricutirimícuaro se va a desparangaricutirimicuarizar; el desparangaricutirimicuador que lo desparangaricutirimicuarizare será un buen desparangaricutirimicuarizador.
El pueblo de Parangaricutirimcuaro se va a desparangaricutirimicuarizar. Quien logre desparangaricutirimicuarizarlo gran desparangaricutirimicuarizador será.
El rey de Parangaricutirimícuaro se quiere desparangaricutirimicuarizar, el que lo
desparangaricutirimicuarice un buen desparangaricutirimicuarizador será.